# Acalypha nubicola
Acalypha nubicola là một loài thực vật có hoa trong họ Đại kích. Loài này được McVaugh mô tả khoa học đầu tiên năm 1961.